# Gynoplistia (Xenolimnophila) fergusoni
Gynoplistia (Xenolimnophila) fergusoni is een tweevleugelige uit de familie steltmuggen (Limoniidae). De soort komt voor in het Australaziatisch gebied.